# Snowboard ai XXIII Giochi olimpici invernali - Snowboard cross maschile
La gara di snowboard cross maschile dei XXIII Giochi olimpici invernali di Pyeongchang, in Corea del Sud, si è svolta il 15 febbraio presso il Bokwang Phoenix Park a Bongpyeong. 
A partire dalle ore 11:00 (UTC+9) si sono svolte le qualificazioni e la gara è proseguita nell'arco della giornata fino, alla finale per le medaglie disputata alle ore 14:45. Il francese Pierre Vaultier ha confermato il titolo vinto a Soči 2014.

## Risultati
Legenda:
- DNS = non partito (did not start)
- DNF = prova non completata (did not finish)

### Qualificazione
Questa fase è servita per stilare una classifica di atleti usata poi per determinare la formazione delle batterie degli ottavi. Gli atleti piazzati dalla 25ª alla 40ª posizione hanno effettuato una seconda run.
| Pos. | Atleta               | Nazione                      | Run 1   | Run 2   |
| ---- | -------------------- | ---------------------------- | ------- | ------- |
| 1    | Pierre Vaultier      | Francia                      | 1'13"14 | —       |
| 2    | Omar Visintin        | Italia                       | 1'13"25 | —       |
| 3    | Regino Hernández     | Spagna                       | 1'13"67 | —       |
| 4    | Nikolaj Oljunin      | Atleti Olimpici dalla Russia | 1'13"78 | —       |
| 5    | Merlin Surget        | Francia                      | 1'13"82 | —       |
| 6    | Hagen Kearney        | Stati Uniti                  | 1'13"94 | —       |
| 7    | Martin Nörl          | Germania                     | 1'14"12 | —       |
| 8    | Kevin Hill           | Canada                       | 1'14"24 | —       |
| 9    | Kalle Koblet         | Svizzera                     | 1'14"25 | —       |
| 10   | Ken Vuagnoux         | Francia                      | 1'14"29 | —       |
| 11   | Christopher Robanske | Canada                       | 1'14"35 | —       |
| 12   | Cameron Bolton       | Australia                    | 1'14"35 | —       |
| 13   | Lorenzo Sommariva    | Italia                       | 1'14"36 | —       |
| 14   | Paul Berg            | Germania                     | 1'14"39 | —       |
| 15   | Nick Baumgartner     | Stati Uniti                  | 1'14"46 | —       |
| 16   | Hanno Douschan       | Austria                      | 1'14"53 | —       |
| 17   | Markus Schairer      | Austria                      | 1'14"56 | —       |
| 18   | Emanuel Perathoner   | Italia                       | 1'14"62 | —       |
| 19   | Jonathan Cheever     | Stati Uniti                  | 1'14"72 | —       |
| 20   | Alex Pullin          | Australia                    | 1'14"76 | —       |
| 21   | Jérôme Lymann        | Svizzera                     | 1'14"77 | —       |
| 22   | Adam Lambert         | Australia                    | 1'14"94 | —       |
| 23   | Anton Lindfors       | Finlandia                    | 1'15"01 | —       |
| 24   | Alessandro Hämmerle  | Austria                      | 1'15"03 | —       |
| 25   | Jarryd Hughes        | Australia                    | 1'15"69 | 1'13"73 |
| 26   | Lucas Eguibar        | Spagna                       | 1'18"42 | 1'14"45 |
| 27   | Mick Dierdorff       | Stati Uniti                  | 1'15"47 | 1'14"52 |
| 28   | Michele Godino       | Italia                       | 1'20"88 | 1'14"96 |
| 29   | Steven Williams      | Argentina                    | 1'17"12 | 1'15"35 |
| 30   | Lluís Marin Tarroch  | Andorra                      | 1'15"47 | 1'15"37 |
| 31   | Daniil Dilman        | Atleti Olimpici dalla Russia | 1'15"40 | 1'16"11 |
| 32   | Jan Kubičík          | Rep. Ceca                    | 1'15"73 | 1'16"25 |
| 33   | Konstantin Schad     | Germania                     | 1'15"73 | DNS     |
| 34   | Éliot Grondin        | Canada                       | 1'28"89 | 1'15"93 |
| 35   | Loan Bozzolo         | Francia                      | 1'16"15 | 1'16"11 |
| 36   | Duncan Campbell      | Nuova Zelanda                | 1'16"68 | DNF     |
| 37   | Laro Herrero         | Spagna                       | 1'17"62 | 1'16"97 |
| 38   | Lukas Pachner        | Austria                      | 1'16"99 | 1'17"48 |
| 39   | Mateusz Ligocki      | Polonia                      | 1'19"48 | 1'19"22 |
| 40   | Baptiste Brochu      | Canada                       | DNS     | DNS     |

### Ottavi di finale
I primi tre atleti avanzano ai quarti di finale.
Batteria 1
| Pos. | Atleta          | Nazione   | Note |
| ---- | --------------- | --------- | ---- |
| 1    | Jarryd Hughes   | Australia | Q    |
| 2    | Pierre Vaultier | Francia   | Q    |
| 3    | Markus Schairer | Austria   | Q    |
| 4    | Hanno Douschan  | Austria   |      |
|      | Baptiste Brochu | Canada    | DNS  |

Batteria 2
| Pos. | Atleta              | Nazione   | Note |
| ---- | ------------------- | --------- | ---- |
| 1    | Alessandro Hämmerle | Austria   | Q    |
| 2    | Kevin Hill          | Canada    | Q    |
| 3    | Kalle Koblet        | Svizzera  | Q    |
| 4    | Konstantin Schad    | Germania  |      |
| 5    | Jan Kubičík         | Rep. Ceca |      |

Batteria 3
| Pos. | Atleta          | Nazione       | Note |
| ---- | --------------- | ------------- | ---- |
| 1    | Jérôme Lymann   | Svizzera      | Q    |
| 2    | Cameron Bolton  | Australia     | Q    |
| 3    | Merlin Surget   | Francia       | Q    |
| 4    | Steven Williams | Argentina     |      |
| 5    | Duncan Campbell | Nuova Zelanda |      |

Batteria 4
| Pos. | Atleta            | Nazione                      | Note |
| ---- | ----------------- | ---------------------------- | ---- |
| 1    | Nikolaj Oljunin   | Atleti Olimpici dalla Russia | Q    |
| 2    | Alex Pullin       | Australia                    | Q    |
| 3    | Michele Godino    | Italia                       | Q    |
| 4    | Lorenzo Sommariva | Italia                       |      |
| 5    | Laro Herrero      | Spagna                       |      |

Batteria 5
| Pos. | Atleta           | Nazione     | Note |
| ---- | ---------------- | ----------- | ---- |
| 1    | Mick Dierdorff   | Stati Uniti | Q    |
| 2    | Paul Berg        | Germania    | Q    |
| 3    | Regino Hernández | Spagna      | Q    |
| 4    | Jonathan Cheever | Stati Uniti |      |
| 5    | Lukas Pachner    | Austria     |      |

Batteria 6
| Pos. | Atleta               | Nazione     | Note |
| ---- | -------------------- | ----------- | ---- |
| 1    | Hagen Kearney        | Stati Uniti | Q    |
| 2    | Christopher Robanske | Canada      | Q    |
| 3    | Loan Bozzolo         | Francia     | Q    |
| 4    | Adam Lambert         | Australia   |      |
| 5    | Lluís Marin Tarroch  | Andorra     |      |

Batteria 7
| Pos. | Atleta         | Nazione                      | Note |
| ---- | -------------- | ---------------------------- | ---- |
| 1    | Martin Nörl    | Germania                     | Q    |
| 2    | Ken Vuagnoux   | Francia                      | Q    |
| 3    | Anton Lindfors | Finlandia                    | Q    |
| 4    | Daniil Dilman  | Atleti Olimpici dalla Russia |      |
| 5    | Éliot Grondin  | Canada                       |      |

Batteria 8
| Pos. | Atleta             | Nazione     | Note |
| ---- | ------------------ | ----------- | ---- |
| 1    | Emanuel Perathoner | Italia      | Q    |
| 2    | Nick Baumgartner   | Stati Uniti | Q    |
| 3    | Mateusz Ligocki    | Polonia     | Q    |
| 4    | Omar Visintin      | Italia      |      |
|      | Lucas Eguibar      | Spagna      | DNF  |

### Quarti di finale
I primi tre atleti avanzano alle semifinali.
Batteria 1
| Pos. | Atleta              | Nazione   | Note |
| ---- | ------------------- | --------- | ---- |
| 1    | Pierre Vaultier     | Francia   | Q    |
| 2    | Jarryd Hughes       | Australia | Q    |
| 3    | Alessandro Hämmerle | Austria   | Q    |
| 4    | Kevin Hill          | Canada    |      |
|      | Markus Schairer     | Austria   | DNF  |
|      | Kalle Koblet        | Svizzera  | DNF  |

Batteria 2
| Pos. | Atleta          | Nazione                      | Note |
| ---- | --------------- | ---------------------------- | ---- |
| 1    | Nikolaj Oljunin | Atleti Olimpici dalla Russia | Q    |
| 2    | Alex Pullin     | Australia                    | Q    |
| 3    | Cameron Bolton  | Australia                    | Q    |
| 4    | Jérôme Lymann   | Svizzera                     |      |
|      | Merlin Surget   | Francia                      | DNF  |
|      | Michele Godino  | Italia                       | DNF  |

Batteria 3
| Pos. | Atleta               | Nazione     | Note |
| ---- | -------------------- | ----------- | ---- |
| 1    | Regino Hernández     | Spagna      | Q    |
| 2    | Mick Dierdorff       | Stati Uniti | Q    |
| 3    | Christopher Robanske | Canada      | Q    |
| 4    | Hagen Kearney        | Stati Uniti |      |
|      | Paul Berg            | Germania    | DNF  |
|      | Loan Bozzolo         | Francia     | DNF  |

Batteria 4
| Pos. | Atleta             | Nazione     | Note |
| ---- | ------------------ | ----------- | ---- |
| 1    | Martin Nörl        | Germania    | Q    |
| 2    | Nick Baumgartner   | Stati Uniti | Q    |
| 3    | Anton Lindfors     | Finlandia   | Q    |
| 4    | Emanuel Perathoner | Italia      |      |
|      | Ken Vuagnoux       | Francia     | DNF  |
|      | Mateusz Ligocki    | Polonia     | DNF  |

### Semifinali
I primi tre atleti si contenderanno le medaglie nella finale grande, mentre i restanti disputano la finale piccola.
Semifinale 1
| Pos. | Atleta              | Nazione                      | Note |
| ---- | ------------------- | ---------------------------- | ---- |
| 1    | Alex Pullin         | Australia                    | Q    |
| 2    | Jarryd Hughes       | Australia                    | Q    |
| 3    | Pierre Vaultier     | Francia                      | Q    |
| 4    | Cameron Bolton      | Australia                    |      |
| 5    | Alessandro Hämmerle | Austria                      |      |
|      | Nikolaj Oljunin     | Atleti Olimpici dalla Russia | DNF  |

Semifinale 2
| Pos. | Atleta               | Nazione     | Note |
| ---- | -------------------- | ----------- | ---- |
| 1    | Regino Hernández     | Spagna      | Q    |
| 2    | Nick Baumgartner     | Stati Uniti | Q    |
| 3    | Mick Dierdorff       | Stati Uniti | Q    |
| 4    | Martin Nörl          | Germania    |      |
| 5    | Anton Lindfors       | Finlandia   |      |
|      | Christopher Robanske | Canada      | DNF  |

### Finali
Finale piccola
| Pos. | Atleta               | Nazione                      | Note |
| ---- | -------------------- | ---------------------------- | ---- |
| 7    | Alessandro Hämmerle  | Austria                      |      |
| 8    | Martin Nörl          | Germania                     |      |
| 9    | Anton Lindfors       | Finlandia                    |      |
| 10   | Cameron Bolton       | Australia                    |      |
| 11   | Nikolaj Oljunin      | Atleti Olimpici dalla Russia | DNS  |
| 11   | Christopher Robanske | Canada                       | DNS  |

Finale grande
| Pos.    | Atleta           | Nazione     | Note |
| ------- | ---------------- | ----------- | ---- |
| Oro     | Pierre Vaultier  | Francia     |      |
| Argento | Jarryd Hughes    | Australia   |      |
| Bronzo  | Regino Hernández | Spagna      |      |
| 4       | Nick Baumgartner | Stati Uniti |      |
| 5       | Mick Dierdorff   | Stati Uniti |      |
| 6       | Alex Pullin      | Francia     | DNF  |